# Cinnamomum pubescens
Cinnamomum pubescens là loài thực vật có hoa trong họ Nguyệt quế. Loài này được Kochummen miêu tả khoa học đầu tiên năm 1991 publ. 1992.